# Saint-Roch, Indre-et-Loire

Saint-Roch este o comună în departamentul Indre-et-Loire, Franța. În 1 ianuarie 2022 avea o populație de 1.335 de locuitori.